# Guy Roux Manager (jeu vidéo)
Guy Roux Manager est un jeu vidéo de gestion sportive développé par Intelek et édité par Ubisoft, sorti en 1992 sur DOS, Amiga et Atari ST.
Il tient son nom de l'entraîneur Guy Roux. Il s'agit d'une adaptation française du jeu britannique Championship Manager édité par Domark, premier jeu de la série du même nom, connue par la suite sous le titre L'Entraîneur en français. Ubisoft a conservé le titre du jeu pour développer parallèlement une série de jeux Guy Roux Manager.

## Accueil
- Amiga Format : 41 % (Amiga)[1]
- Amiga Joker : 27 % (Amiga)[2]
- Amiga Power : 38 % (Amiga)[3]
- CU Amiga : 84 % (Amiga)[4]
- ST Action : 93 % (ST)[5]